# Selçuk Çebi
Selçuk Çebi (ur. 3 czerwca 1982) – turecki zapaśnik w stylu klasycznym. Dwukrotny olimpijczyk. Trzynasty w Londynie 2012 w wadze 74 kg i piętnasty w Rio de Janeiro 2016 w kategorii 75 kg.
Złoty medalista w 2009, 2010 i 2015, drugi w 2011 i trzeci w 2014. Srebro na mistrzostwach Europy w 2014, brąz w 2009; piąty w 2011. Piąty na igrzyskach europejskich w 2015.
Pierwszy w Pucharze Świata w 2002 i 2013; piąty w 2006, 2010 i 2014; dziewiąty w 2012 i jedenasty w 2011. Dwa złote medale na igrzyskach śródziemnomorskich w 2005 i 2013. Mistrz uniwersjady w 2005. Uniwersytecki mistrz świata w 2006. Drugi na wojskowych mistrzostwach świata w 2003, trzeci w 2001. Mistrz Europy juniorów w 2002. Brązowy medalista mistrzostw świata juniorów w 2001 roku.